# Ejido Atoyac
Ejido Atoyac är en ort i Mexico Citys storstadsområde i Mexiko. Den ligger i kommunen Cocotitlán som tillhör Mexiko, i den centrala delen av landet. Ejido Atoyac hade 724 invånare vid folkmätningen 2010.